# Danh sách đơn vị hành chính Hắc Long Giang
Tỉnh Hắc Long Giang, Trung Quốc được chia ra thành các đơn vị hành chính sau:
- 13 đơn vị cấp địa khu
  - 12 địa cấp thị
  - 1 địa khu
- 130 đơn vị cấp huyện
  - 19 huyện cấp thị
  - 45 huyện
  - 1 huyện tự trị
  - 65 khu (quận)
- 1314 đơn vị cấp hương
  - 475 trấn/ thị trấn
  - 400 hương/ xã
  - 58 hương dân tộc
  - 381 nhai đạo

Tất cả các đơn vị hành chính này được giải thích chi tiết trong bài phân cấp hành chính Trung Quốc. Danh sách sau chỉ liệt kê các đơn vị hành chính cấp địa khu và cấp huyện của Hắc Long Giang.
| Thành phố (địa cấp thị)                   | Quận | Huyện, thành phố cấp huyện (huyện cấp thị) |
| ----------------------------------------- | --- | --- |
| • Cáp Nhĩ Tân (哈尔滨市)                  | Tùng Bắc (松北区) Đạo Lý (道里区) Nam Cương (南岗区) Bình Phòng (平房区) Hương Phường (香坊区) Đạo Ngoại (道外区) Hô Lan (呼兰区) A Thành (阿城区) | thành phố cấp huyện Song Thành (双城市) thành phố cấp huyện Thượng Chí (尚志市) thành phố cấp huyện Ngũ Thường (五常市) Tân huyện (宾县) Phương Chính (方正县) Thông Hà (通河县) Ba Ngạn (巴彦县) Duyên Thọ (延寿县) Mộc Lan (木兰县) Y Lan (依兰县) |
| • Tề Tề Cáp Nhĩ (齐齐哈尔市)              | Long Sa (龙沙区) Ngang Ngang Khê (昂昂溪区) Thiết Phong (铁锋区) Kiến Hoa (建华区) Phú Lạp Nhĩ Cơ (富拉尔基区) Niễn Tử Sơn (碾子山区) khu dân tộc Đạt-oát-nhĩ Mai Lý Tư (梅里斯达斡尔族区) | thành phố cấp huyện Nột Hà (讷河市) Phú Dụ (富裕县) Bái Tuyền (拜泉县) Cam Nam (甘南县) Y An (依安县) Khắc Sơn (克山县) Thái Lai (泰来县) Khắc Đông (克东县) Long Giang (龙江县)                                                                     |
| • Hạc Cương (鹤岗市)                      | Hưng Sơn (兴山区) Công Nông (工农区) Nam Sơn (南山区) Hưng An (兴安区) Hướng Dương (向阳区) Đông Sơn (东山区) | La Bắc (萝北县) Tuy Tân (绥滨县) |
| • Song Áp Sơn (双鸭山市)                  | Tiêm Sơn (尖山区) Lĩnh Đông (岭东区) Tứ Phương Đài (四方台区) Bảo Sơn (宝山区) | Tập Hiền (集贤县) Bảo Thanh (宝清县) Hữu Nghị (友谊县) Nhiêu Hà (饶河县) |
| • Kê Tây (鸡西市)                         | Kê Quan (鸡冠区) Hằng Sơn (恒山区) Thành Tử Hà (城子河区) Tích Đạo (滴道区) Lê Thụ (梨树区) Ma Sơn (麻山区) | thành phố cấp huyện Mật Sơn (密山市) thành phố cấp huyện Hổ Lâm (虎林市) Kê Đông (鸡东县) |
| • Đại Khánh (大庆市)                      | Tát Nhĩ Đồ (萨尔图区) Hồng Cương (红岗区) Long Phượng (龙凤区) Nhượng Hồ Lộ (让胡路区) Đại Đồng (大同区) | Lâm Điện (林甸县) Triệu Châu (肇州县) Triệu Nguyên (肇源县) huyện tự trị dân tộc Mông Cổ Đỗ Nhĩ Bá Đặc (杜尔伯特蒙古族自治县) |
| • Y Xuân (伊春市)                         | Y Xuân (伊春区) Đới Lĩnh (带岭区) Nam Xoá (南岔区) Kim Sơn Đồn (金山屯区) Tây Lâm (西林区) Mỹ Khê (美溪区) Ô Mã Hà (乌马河区) Thuý Loan (翠峦区) Hữu Hảo (友好区) Thượng Cam Lĩnh (上甘岭区) Ngũ Doanh (五营区) Hồng Tinh (红星区) Tân Thanh (新青区) Thang Vượng Hà (汤旺河区) Ô Y Lĩnh (乌伊岭区) | Thiết Lực (铁力市) Gia Ấm (嘉荫县) |
| • Mẫu Đơn Giang (牡丹江市)                | Ái Dân (爱民区) Đông An (东安区) Dương Minh (阳明区) Tây An (西安区) | thành phố cấp huyện Tuy Phân Hà (绥芬河市) thành phố cấp huyện Ninh An (宁安市) thành phố cấp huyện [[Hải Lâm]] (海林市) thành phố cấp huyện Mục Lăng (穆棱市) Lâm Khẩu (林口县) Đông Ninh (东宁县)                                                  |
| • Giai Mộc Tư (佳木斯市)                  | Tiền Tiến (前进区) Hướng Dương (向阳区) Đông Phong (东风区) Giao (郊区) | thành phố cấp huyện Đồng Giang (同江市) thành phố cấp huyện Phú Cẩm (富锦市) Hoa Xuyên (桦川县) Phủ Viễn (抚远县) Hoa Nam (桦南县) Thang Nguyên (汤原县)                                                                                             |
| • Thất Đài Hà (七台河市)                  | Đào Sơn (桃山区) Tân Hưng (新兴区) Gia Tử Hà (茄子河区) | Bột Lợi (勃利县) |
| • Hắc Hà (黑河市)                         | Ái Huy (爱辉区) | thành phố cấp huyện Bắc An (北安市) thành phố cấp huyện Ngũ Đại Liên Trì (五大连池市) Tốn Khắc (逊克县) Nộn Giang (嫩江县) Tôn Ngô (孙吴县) |
| • Tuy Hoá (绥化市)                        | Bắc Lâm (北林区) | thành phố cấp huyện An Đạt (安达市) thành phố cấp huyện Triệu Đông (肇东市) thành phố cấp huyện Hải Luân (海伦市) Tuy Lăng (绥棱县) Lan Tây (兰西县) Minh Thủy (明水县) Thanh Cương (青冈县) Khánh An (庆安县) Vọng Khuê (望奎县)                    |
| • địa khu Đại Hưng An Lĩnh (大兴安岭地区) | Gia Cách Đạt Kỳ (加格达奇区) Tùng Lĩnh (松岭区) Hô Trung (呼中区) Tân Lâm (新林区) | Hô Mã (呼玛县) Tháp Hà (塔河县) Mạc Hà (漠河县) |

- Gia Cách Đạt Kỳ và Tùng Lĩnh; Trên danh nghĩa là một phần của Kỳ tự trị Oroqen, Nội Mông. Không phải là một cấp chính quyền chính thức. Không chính thức thuộc về tỉnh Hắc Long Giang.
- Hô Trung và Tân Lâm về danh nghĩa thuộc huyện Hô Mã. Không phải là một cấp chính quyền chính thức.